# تريلوفون (ثيسالونيكي)
تريلوفون (Τρίλοφον) هي مدينة في مقدونيا الوسطى في مقاطعة سالونيك.

## جغرافية
تقع تريفولوس على بعد 20 كم جنوب شرق سالونيك، و6 كم شرق الخليج الثيرمى و 11 كم شمال شرق شاطئ إبانومي. تم بناؤها جنوب مطار ثيسالونيكي الدولي وشرق نيا ميخانيونا على ارتفاع 140 مترًا. وهي تابعة إدارياً لبلدية ثرمي وتم تعيينها كمقر بلدية ميكراس. بلغ عدد سكانها 7,227 نسمة خلال تعداد 2011.

## التاريخ
أول ذكر لتريفولوس بالاسم القديم «زومباتوي» كان عام 1240 في وثيقة من أغيوروي. بقيت مسكونة طوال فترة الحكم التركي. كانت القرية تابعة إدارياً لناحية كالاماريا وتحديداً إلى حاشية لوغوس. كان يُطلق عليها اسم زوبات أو سباتيس حتى عام 1927. أتى اسم تريفولوس لأن القرية مبنية على ثلاثة تلال.

## سكان
التطور السكاني لتريفولوس هو كما يلي:
| التعداد | السنة |
| 1940    | 1.640 |
| 1951    | 1.651 |
| 1961    | 1.487 |
| 1971    | 1.362 |
| 1981    | 1.340 |
| 1991    | 1.856 |
| 2001    | 3.449 |
| 2011    | 7.405 |